# Opius austriacus
Opius austriacus är en stekelart som beskrevs av Fischer 1958. Opius austriacus ingår i släktet Opius och familjen bracksteklar. Inga underarter finns listade i Catalogue of Life.